# Agrotis agilis
Agrotis agilis är en fjärilsart som beskrevs av Augustus Radcliffe Grote 1888. Agrotis agilis ingår i släktet Agrotis och familjen nattflyn. Inga underarter finns listade i Catalogue of Life.